# Shisanling
Shisanling (kinesiska: 十三陵, 十三陵镇) är en köping i Kina. Den ligger i stadsdistriket Changping i Pekings storstadsområde, i den nordöstra delen av landet, omkring 40 kilometer norr om stadskärnan.  Shisanling ligger i direkt anslutning till processionsvägen som leder till Minggravarna, och Shisanling betyder just "tretton gravar".
Antalet invånare är 20 911. Befolkningen består av 10 425 kvinnor och 10 486 män. Barn under 15 år utgör 7,0 %, vuxna 15-64 år 83 %, och äldre över 65 år 8,0 %.